# Team Knight Rider
Team Knight Rider – TKR (Piątka nieustraszonych) – kontynuacja telewizyjnej serii z lat 80. XX wieku Knight Rider (Nieustraszony). Twórcami serialu byli David A. Goodman oraz Rick Copp. Serial był nadawany w latach 1997-1998, miał tylko jeden sezon (22 odcinki), po czym zaprzestano produkcji, głównie ze względu na krytyczne recenzje.
Seria opowiada o przygodach piątki „nieustraszonych”, wybranych przez tajną organizację Foundation for Law and Government (FLAG), którzy kontynuują misję legendarnego Michaela Knighta i jego supersamochodu KITT. Tym razem jednak bohaterów jest aż pięciu i każdy z nich dysponuje supernowoczesnym pojazdem, wyposażonym w sztuczną inteligencję i osobowość.

## Postacie

### Członkowie TKR
- Kyle Stewart (Brixton Karnes), lider zespołu, były agent CIA
- Jenny Andrews (Christine Steel), była Marines i weteran wojny w Zatoce Perskiej. Pojawia się sugestia, że może być ona córką Michaela Knighta, jednak nigdy tego nie potwierdzono.
- Duke DePalma (Duane Davis), były oficer chicagowskiej policji i bokser.
- Erica West (Kathy Trageser), była złodziejka, która otrzymała drugą szansę i teraz wykorzystuje swoje umiejętności do egzekwowania prawa.
- Kevin „Trek” Sanders (Nick Wechsler), geniusz techniczny.

### Pozostali członkowie FLAG
- Gil (Vince Waldron), główny mechanik na pokładzie Sky One.
- Clayton (Rick Copp), szef kuchni na pokładzie Sky One.
- Kapitan JP Wyatt (Lowell Dean), pilot Sky One.
- Dr Felson (Steve Sheridan), lekarz na pokładzie Sky One.
- Scott (Michaela Lexx), mechanik na pokładzie Sky One.
- Cień (Steve Forrest), tajemnicza postać, która prowadzi kanały informacji dla zespołu, w końcu okazuje się projekcją holograficzną sterowaną przez KITT-a.

Inne ważne postacie:
- Jim Marland - prawdopodobny projektant KRO, autor pomysłu, by rozłożyć władzę i odpowiedzialność na piątkę nieustraszonych.
- Martin Jantzen (Bill Bumiller) - kryminalista i psychopatyczny kierowca KRO
- Mobius (David McCallum - głos) - wózek inwalidzki ze sztuczną inteligencją, który stara się za wszelką cenę przeszkadzać TKR.
- Dennis (Jim Fyfe) - mechanik, umieszczony przez Mobius na pokładzie SkyOne, aby zainfekować samochody wirusem komputerowym.
- Liz „Starr” Starrowitz, (Rainer Grant) - przestępca związany z Mobius
- Max Amendes (Jim Piddock) - przestępca związany z Mobius
- Kayla Gordon (Marty Martin) - przestępca związany z Mobius
- Roland Laschewsky, (Roland Kickinger), ochroniarz Starr

## Pojazdy w serialu
Tkr używa w swoich misjach pięciu pojazdów, wzorowanych na legendarnym KITT, wyposażonych w sztuczną inteligencję. W przeciwieństwie do wszechstronnego oryginału, pojazdy te mają swoje specjalizacje (podobnie jak i kierowcy). Ponadto każdy z nich wyposażony został w ukryte słabości, będące zabezpieczeniem na wypadek powtórki z historii KRO. Pojazdy nie posiadają niezniszczalnej molekulalnej powłoki KITT, więc mogą zostać uszkodzone. Niewielkie uszkodzenia regenerują się same, ale poważniejsze awarie wymagają pomocy mechaników.

### Pojazdy TKR
- Dante (DNT-1) (głos – Tom Kane) jest zmodyfikowaną wersją Forda Expedition. Służy jako mobilne centrum dowodzenia. Jest on jest de facto przywódcą pojazdów (nawet jeżeli nigdy nie chcą go słuchać). Prowadzony przez Kyle’a.
- Domino (DMO-1) (głos – Nia Vardalos) jest zmodyfikowaną wersją Forda Mustanga Cabrio. Elegancki, seksowny i zalotny, lubi plotki co irytuje pozostałe pojazdy TKR. Prowadzony przez Jenny.
- Bestia (BST-1) (głos – Kerrigan Mahan) jest zmodyfikowaną Forda F-150 - pełnowymiarowego pickupa z dobrymi własnościami terenowym, kierowany jest przez Duka.
- Kat (KAT-1) (głos – Andrea Beutner), jest szybkim i zwrotnym motocyklem, który łączy się z bliźniaczym Platonem. Kat jest prowadzony przez Ericę.
- Platon (Platon-1) (głos – John Kassir), jest drugim motocyklem, który łączy się z bliźniaczym Kat. Platon jest kierowany przez Trek’a i jest, podobnie jak jego kierowca Platon, faktami, liczbami i danymi.

### Inne pojazdy
- Sky One (SKY-1) – ogromny wojskowy samolot transportowy C5. SkyOne działał jako baza TKR do transportu pojazdów.
- KRO (skrótowiec od Knight Reformulation One) – miał rzekomo zastąpić KITT-a (jednak TKR nie wspomina o filmie Knight Rider 2000, gdzie Knight 4000 był następcą KITT-a). KRO jest zmodyfikowanym czarnym Ferrari F355. Miał niestabilne AI podobnie jak KARR, co było przyczyną jego buntu, w czasie którego zginęło pięć osób. Kierowca KRO, Martin Jantzen, był równie niestabilny emocjonalnie. KRO ucieka, aby zabić swego stwórcę, a ten jest zmuszony go zniszczyć.
- KA – prototyp pojazdu dla europejskiego zespołu. To kompaktowy hatchback Ford Ka. KA mówi tylko po niemiecku, choć jest zdolny do rozmowy w wielu językach.

## Lista odcinków serialu
| Numer epizodu | Tytuł                 | Data premiery        | Krótki opis |
| ------------- | --------------------- | -------------------- | --- |
| 1.01          | Fallen Nation         | 6 października 1997  | Zespół ma się dowiedzieć, kto stoi za planami detonacji bomby atomowej w Waszyngtonie. |
| 1.02          | The Magnificent TKR   | 13 października 1997 | Zespół poszukuje obcego szpiega, który ukradł tajne urządzenia i przemycił je do Meksyku. |
| 1.03          | The a list            | 20 października 1997 | Zespół infiltruje wielką korporację, która może być odpowiedzialna za śmierć naukowców, pracujących nad rozwojem konkurencyjnych technologii.                                                                             |
| 1.04          | K.R.O.                | 27 października 1997 | Zespół poszukuje „zwariowanego” super Ferrari. Samochód o nazwie KRO uciekł podczas przewozu i przeprogramowania. |
| 1.05          | Inside Traitor        | 3 listopada 1997     | Wierność Eriki jest kwestionowana, kiedy powraca elitarny gang złodziei podczas wykonywania tajnego zadania. |
| 1.06          | Choctaw L-9           | 10 listopada 1997    | Po splocie różnych zdarzeń losowych, Kyle zostaje zawieszony jako lider TKR. Resztą zespołu musi radzić sobie z twardym agentem FBI, który zastępuje go podczas poszukiwania skradzionego prototypu śmigłowca wojskowego. |
| 1.07          | Everything to Fear    | 17 listopada 1997    | Zabójca porywa Jenny i zmusza TKR do pracy dla niego. |
| 1.08          | Sky One               | 24 listopada 1997    | Sky One zostaje porwany przez terrorystów, którzy zgrożą zespołowi TKR śmiercią. |
| 1.09          | Iron Maiden           | 1 grudnia 1997       | Zespół musi zniszczyć trzech super-żołnierzy, których kontroluje Starr. |
| 1.10          | Oil and Water         | 8 grudzień 1997      | Zespół poszukuje szalonego mechanika, który zarabia na sabotowaniu przemysłu motoryzacyjnego. |
| 1.11          | Et Tu Dante           | 5 stycznia 1998      | Podczas polowania na terrorystów pojazdy TKR zostają przejęte przez dziwny wirus komputerowy, który obraca je przeciwko ich kierowcom.                                                                                    |
| 1.12          | The Bad Seed          | 12 stycznia 1998     | Zespół poszukuje szalonego naukowca, który grozi zatruciem największych rzek. |
| 1.13          | Out of the Past       | 19 stycznia 1998     | Zespół odkrywa, że Kyle jest poszukiwany za rozbój w Ameryce Południowej. |
| 1.14          | The Return of Megaman | 26 stycznia 1998     | Zespół poszukuje bomby neutronowej ukrytej w Nowym Meksyku. |
| 1.15          | Angels in Chains      | 3 lutego 1998        | Jenny jest oskarżona o szpiegostwo rządowe, reszta zespołu pracuje, aby oczyścić ją z zarzutów. |
| 1.16          | The Blondie Woman     | 10 lutego 1998       | Zespół poszukuje nieuchwytnego mordercy znanego jako Ewa. |
| 1.17          | The Ixtafa Affair     | 16 lutego 1998       | Jenny stwierdza, że jej były chłopak jest zamieszany w przemyt narkotyków i próbę odbicia bossa narkotykowego w Gwatemali.                                                                                                |
| 1.18          | Home Away From Home   | 23 lutego 1998       | Zespół poszukuje znanego hakera, który uciekł do miasteczka w stanie Iowa przed wrogimi agentami. TKR musi przechwycić go jako pierwszy.                                                                                  |